# Canarium bengalense
Canarium bengalense là một loài thực vật có hoa trong họ Burseraceae. Loài này được Roxb. mô tả khoa học đầu tiên năm 1832.